# Маріус Раду (плавець)
Маріус Раду (18 червня 1992) — румунський плавець.
Учасник Олімпійських Ігор 2016 року.